# イシドロ・サン・ホセ
イシドロ・サン・ホセ・ポソ（Isidoro San José Pozo、1955年10月27日 - ）は、スペイン・マドリード出身の元同国代表サッカー選手。ポジションはDF。

## クラブ経歴
1976年、レアル・マドリードでプロデビュー。1977-78シーズンからレギュラーに定着し、リーグ戦32試合に出場して1ゴールを挙げた。しかし、1980-81シーズン開幕直後に復帰に約1年ほど掛かる大怪我を負い、それ以降は出場機会が減少していった。1986年にレアル・マドリードを退団すると、1シーズンのみの契約でRCDマジョルカへと移籍した。契約終了後、プロ選手としてのキャリアを終え、当時セグンダ・ディビシオンBに在籍していたダイミエルCFに加入し、1988年に現役を引退した。

## 代表経歴
1977年11月30日、1978 FIFAワールドカップ予選のユーゴスラビア代表戦にて、スペイン代表デビューを果たした。そのワールドカップ本大会では、グループステージ全3試合に出場したが、1勝1分1敗の成績でグループステージ敗退となった。
また、U-23スペイン代表として1976年に開催されたモントリオールオリンピックに出場した。

## タイトル

### クラブ
レアル・マドリード
- ラ・リーガ : 4回 (1977-78, 1978-79, 1979-80, 1985-86)
- コパ・デル・レイ : 3回 (1973-74, 1979-80, 1981-82)
- コパ・デ・ラ・リーガ : 1回 (1985)
- UEFAカップ : 2回 (1984-85, 1985-86)